# Hamilton, Ontario
För andra betydelser, se Hamilton.

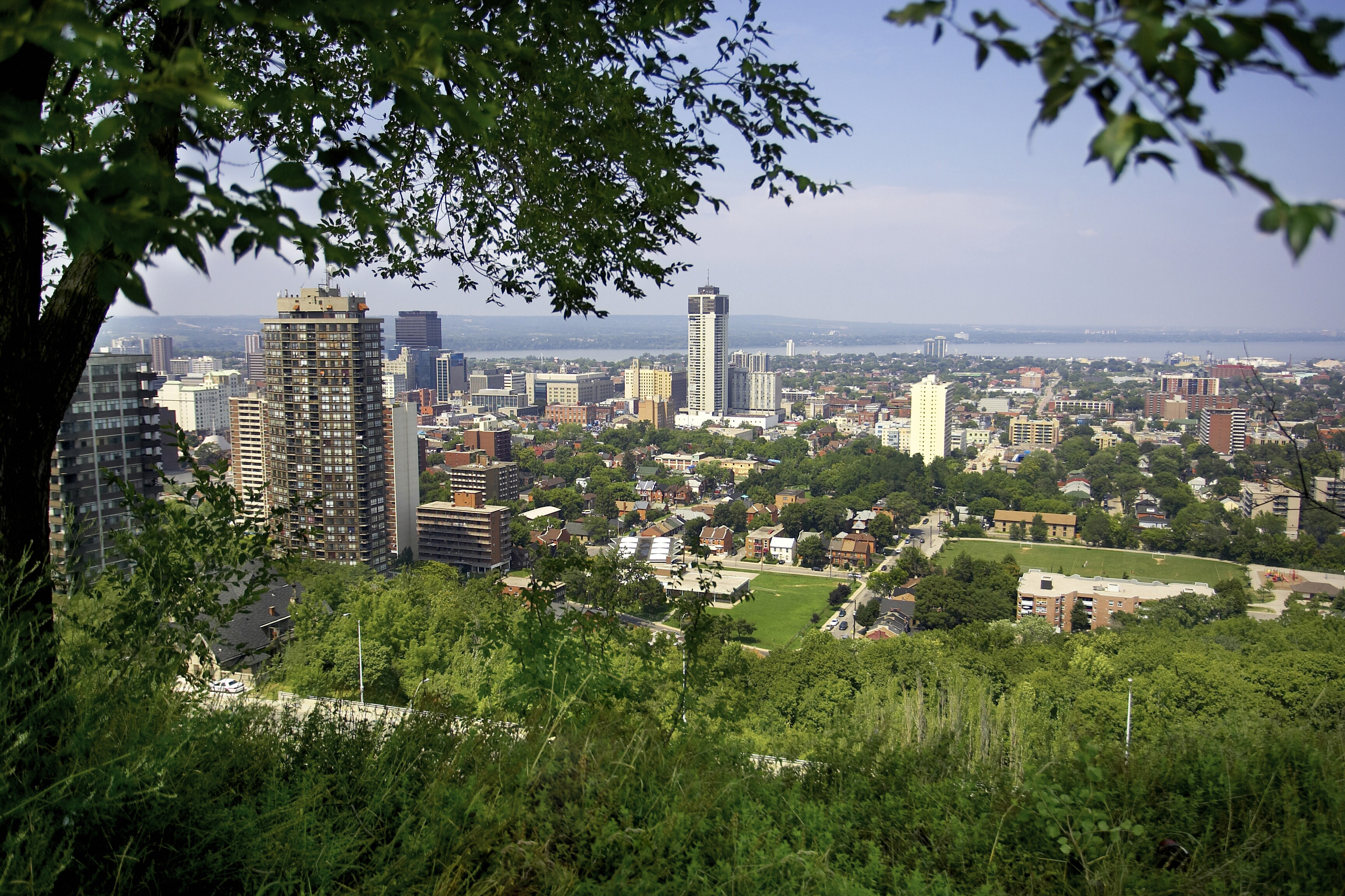
Hamilton i juli 2006.

Hamilton är en hamnstad (city) i provinsen Ontario i Kanada, vid Ontariosjöns västra kust. Hamilton började växa fram under första halvan av 1800-talet, och fick stadsrättigheter den 9 juni 1846. Stadsgränsen utökades den 1 januari 2001 då staden slogs samman med ytterligare fem kommuner i det som tidigare kallades Regional Municipality of Hamilton-Wentworth, och före 1974 Wentworth County. Hamilton är ett viktigt centrum för Kanadas stålindustri.

## Stad och storstadsområde
Stadens administrativa område, "City of Hamilton", har 504 559 invånare (2006) på en yta av 1 117,21 km², varav själva centralorten har 465 219 invånare.
Hamiltons sammanhängande bebyggelse, med områden både innanför och utanför själva stadsgränsen, består av orterna Hamilton och Burlington samt några andra mindre förorter och har 647 634 invånare (2006) på en yta av 367,32 km².
Hela storstadsområdet, vilket definieras av ett statistiskt område som kallas "Hamilton Census Metropolitan Area", är provinsens tredje största (efter Toronto och Ottawa) med totalt 692 911 invånare (2006) på en yta av 1 371,89 km². Området består av städerna Hamilton och Burlington samt kommunen Grimsby.

## Sport
I staden finns Hamilton Tiger-Cats som spelar i Canadian Football League (CFL), som är en liga för kanadensisk fotboll.
Staden var en av värdorterna både vid Canada Cup i ishockey 1987 och 1991. Vid båda dessa tillfällen var värdarenan Copps Coliseum.

## Kommunikationer
Hamilton Airport ligger nära staden.